# 허블순차
허블순차(영어: Hubble sequence)는 1936년에 에드윈 허블이 제창한 은하에 관한 형태 분류 체계이다. 보통 허블소리굽쇠도(영어: Hubble tuning fork diagram)로서 알려져 있다. 이는 전통적으로 표현되는 도표가 소리굽쇠 모양이기 때문이다.

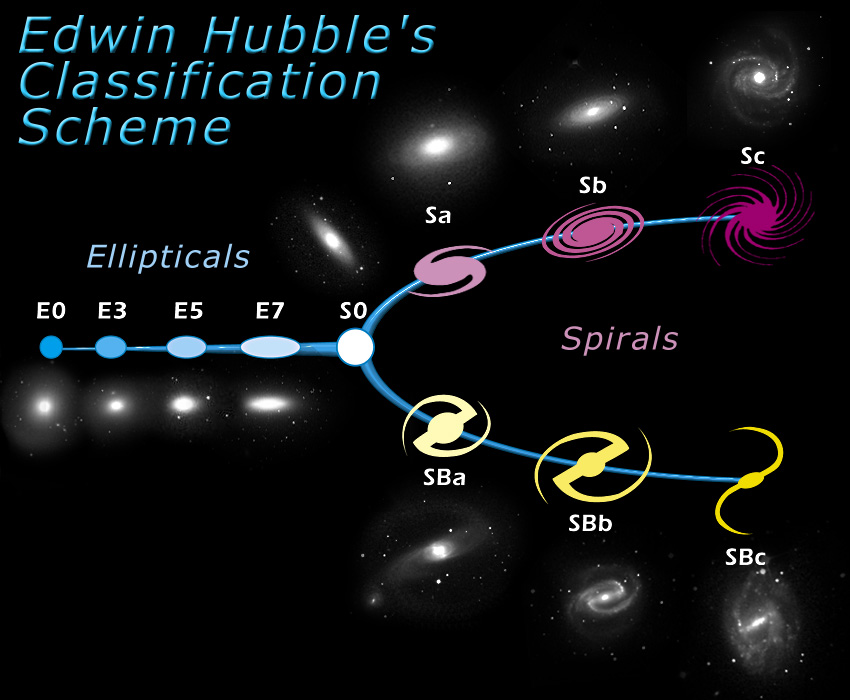
소리굽쇠 모양의 허블 분류 다이어그램

허블의 분류 체계는 은하의 겉보기 모습(원래는 사진건판에서)에 기반하여 크게 세가지 유형의 규칙은하로 나누는데, 그런 유형으로는 타원은하, 렌즈형은하, 나선은하가 있다. 네번째 유형은 불규칙한 외양을 가진 은하들을 포함한다. 허블순차는 오늘날에 전문적인 천문학 연구와 아마추어 천문학에서 가장 보편적으로 이용되는 은하를 분류하는 체계로 이용된다.

## 은하의 분류

### 타원은하

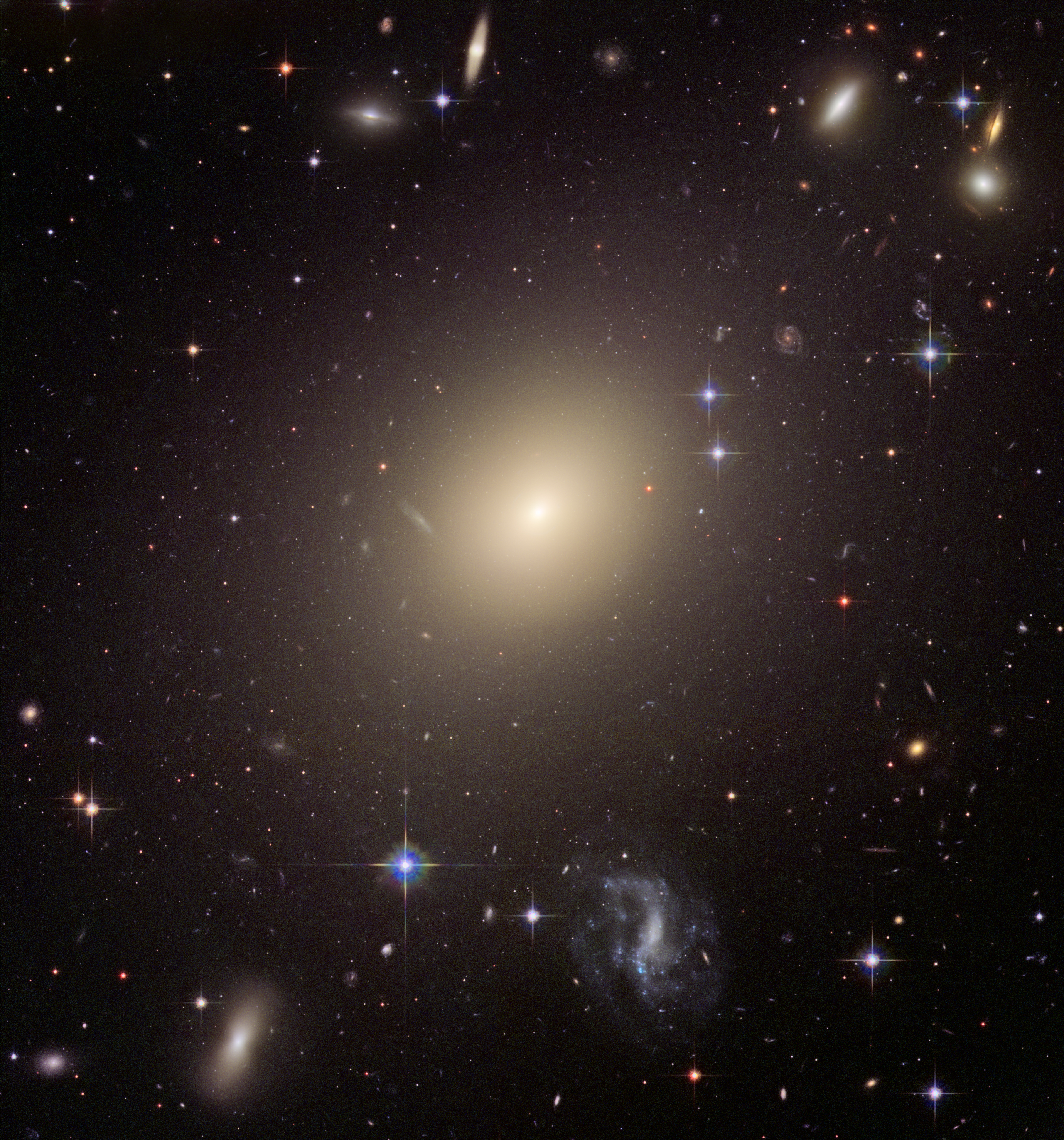
거대타원은하 ESO 325-G004.

보편적으로 그려지는 순차에서 볼 때 왼쪽에는 타원은하가 위치해 있다. 타원은하는 매끄럽고 단조로운 밝기 분포를 가지고 있고 사진에서 타원모양으로서 나타난다. 이들을 의미하는 심볼은 E이고, 하늘에서 타원율이 얼마인지를 의미하는 정수 {\displaystyle n}이 뒤에 붙는다. 관례적으로 {\displaystyle n}은 은하의 타원율의 열 배에 해당하는 수를 반올림한 정수이다. 타원의 장반경을 {\displaystyle a}, 단반경을 {\displaystyle b}라고 할 때, 타원율 {\displaystyle {\begin{matrix}e=1-{\frac {b}{a}}\end{matrix}}}로써 정의된다. 매우 둥근(E0) 은하를 도표의 맨 왼쪽에 위치시켜 놓음으로써, 타원율은 허블 도표의 왼쪽에서 오른쪽으로 갈수록 증가한다. 하늘에서 은하의 타원율이 실제 3차원적 모양(예를 들면, 평탄한 원반모양 은하를 정면에서 바라볼 때는 매우 둥근 것처럼 보이고, 측면에서 바라볼 때는 타원으로 보임)과 간접적으로만 연관되어 있다는 점을 주목하는 것이 중요하다. 관측적으로 가장 평탄한 타원은하는 e=0.7(E7)의 타원율을 가지고 있다. 이는 실제로 측면에서 보는 원반보다는 타원체 구조라는 것과 일치한다.
타원은하의 예로는 M49, M59, M60, M87, NGC 4125가 있다.

### 나선은하

바람개비 은하 (메시에 101/NGC 5457), 허블순차에서 Scd형으로 분류된 나선은하.

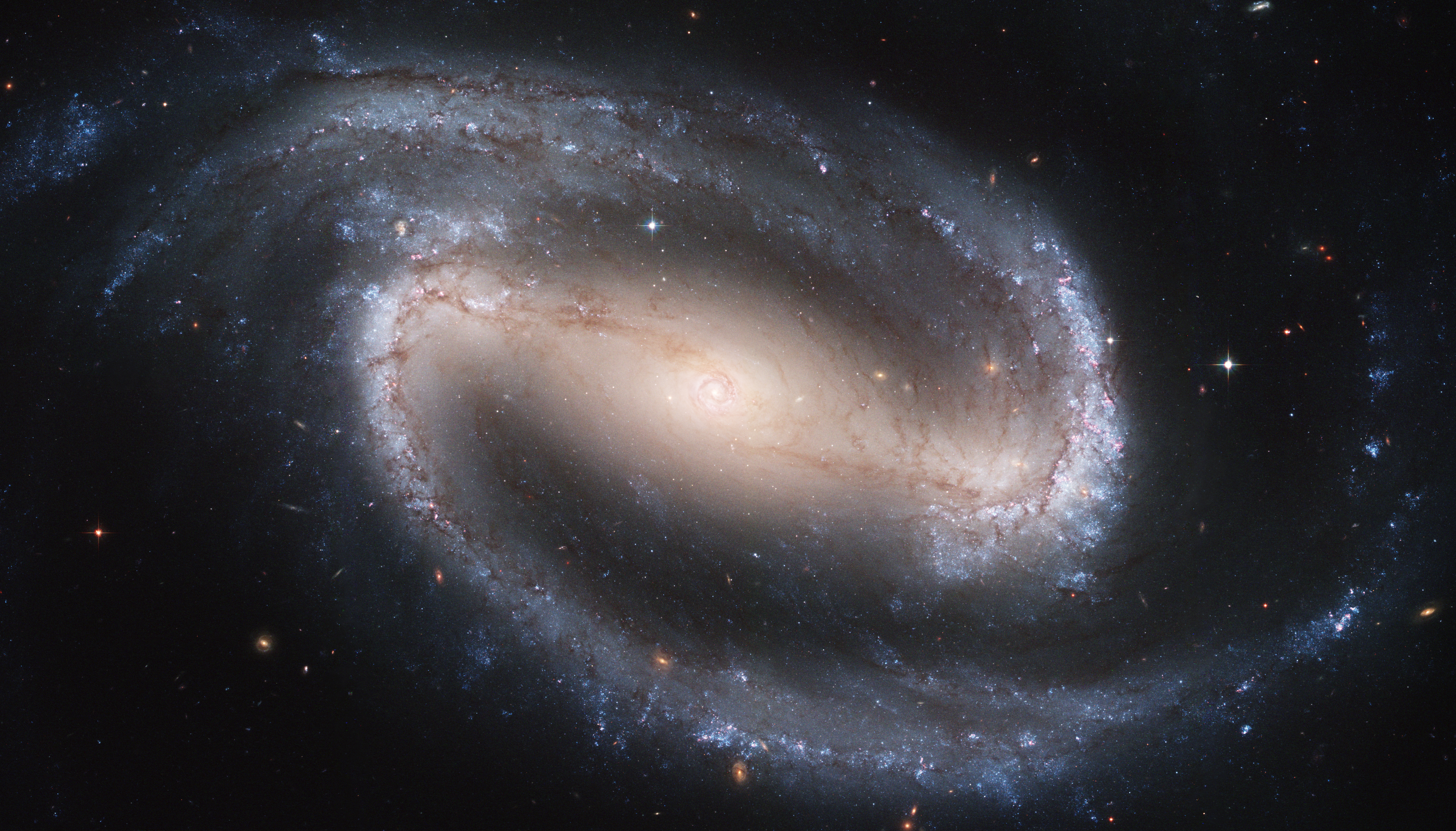
SBbc형 막대나선은하 NGC 1300.

허블순차도의 오른쪽에는 나선은하에 대한 두 개의 평행한 가지가 있다. 나선은하는 별을 형성하는 나선구조를 가지는 평탄한 원반과 중심에 별이 집중된 팽대부를 가지고 있다. 모든 나선은하의 거의 절반은 중심의 팽대부에서 시작하여 나선팔이 시작되는 부분에서 끝나는 막대구조를 가지고 있는 것으로 관측되기도 한다. 소리굽쇠도에서 정상나선은하는 상단 가지에 위치하며 심볼은 S로 표현되고, 막대나선은하는 하단 가지에 위치하며 심볼은 SB이다. 두 나선은하 모두 나선구조의 세밀한 외양에 따라 하위유형으로 세분화된다. 이러한 하위유형 중 하나는 큰 분류 뒤에 소문자를 추가함으로써 표현된다.
- Sa (SBa) - 꽉 감기고 매끄러운 나선팔과 거대하고 밝은 중심 팽대부
- Sb (SBb) - Sa (SBa)형 보다는 덜 꽉 감긴 나선팔과 어느정도 희미한 팽대부
- Sc (SBc) - 느슨하게 감긴 나선팔, 명확하게 분해되는 각각의 성단과 성운, 작고 희미한 팽대부

원래 허블은 세 유형의 나선은하만 기술했다. 이는 드 보클레르에 의해 네 가지 유형으로 확장된다.
- Sd (SBd) - 매우 느슨하게 감긴 부분적인 나선팔, 대부분이 팽대부가 아니라 나선팔에서 비롯되는 광도

이는 엄밀히 따지면 드 보클레르의 분류 체계의 일부이긴 해도, 보통 허블순차에서도 포함된다. 기본적인 분류는 외양의 눈에 띄는 차이를 통해 확장될 수 있다. 위의 두 유형의 중간형의 외양을 가진 나선은하는 보통 주요 유형의 뒤에 두가지 소문자를 붙인다. 예를 들면 Sbc형 은하는 Sb와 Sc의 중간형이다.
우리은하는 보통 뚜렷한 나선팔과 막대나선을 가지는 SBb형으로 분류된다. 그렇지만 이 분류는 우리가 은하 외부에서 본 것이 아니라 내부에서 관측 결과를 토대로 추론한 것이기 때문에 어느정도 불확실하다.
정상나선은하의 예로는 M31(안드로메다 은하), M74, M81, M104(솜브레로 은하), M51a(소용돌이 은하), NGC 300, NGC 772가 있다.
막대나선은하의 예로는 M91, M95, NGC 1097, NGC 1300, NGC 1672, NGC 2536, NGC 2903이 있다.

### 렌즈형은하

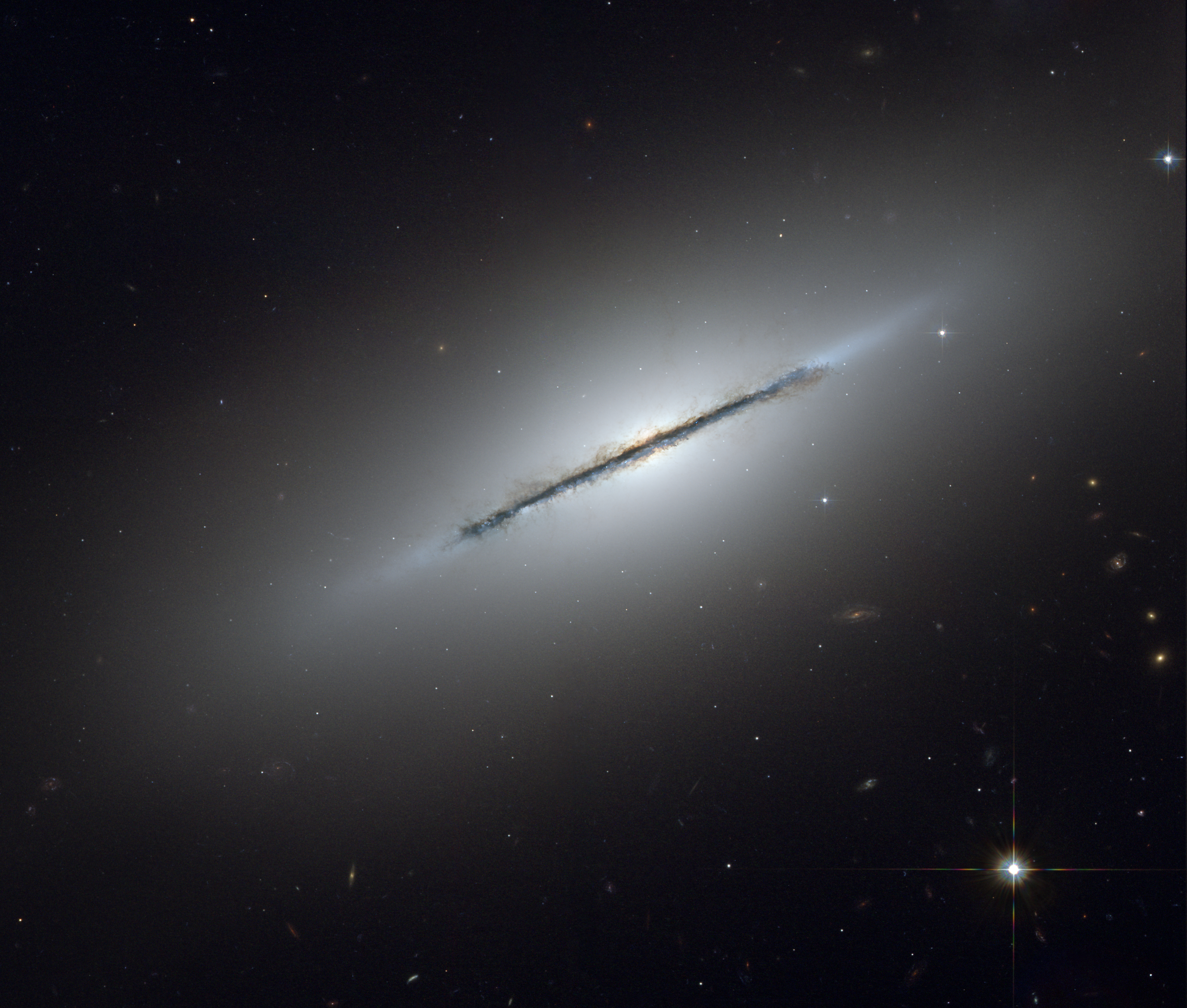
두드러지는 먼지층이 보이는 용자리의 렌즈형은하, 방추 은하(NGC 5866).

허블의 소리굽쇠에서 두 나선가지가 타원가지와 만나는 중심에는 두 은하의 중간형이 위치해 있다. 이러한 은하는 렌즈형은하라고 불리며 심볼은 S0로 표현된다. 이러한 은하들은 타원은하에서 보이는 것과 유사한 중심의 밝은 팽대부와 이를 둘러싸는 원반형 구조를 가지고 있다. 나선은하와는 달리, 렌즈형은하의 원반은 가시적인 나선구조를 가지고 있지 않고, 활동적인 별의 형성이 일어나지 않는다. 팽대부는 보통 렌즈형은하의 가장 밝은 부분이다.
정면을 바라보는 렌즈형은하는 E0형의 타원은하와 구별하기 어렵다. 그래서 이러한 많은 은하들의 분류는 불확실하다. 가장자리에서 바라봤을 때, 뚜렷한 먼지층(dust lane)이 가끔씩 원반의 별빛을 흡수하면서 보인다.
허블이 은하 분류 체계에 대해 처음으로 발표할 때, 렌즈형은하는 순수하게 가설상의 존재였다. 허블은 이들이 크게 평탄한 타원은하와 나선은하 사이의 중간 단계로써 필요할 것이라고 여겼다. (특히 허블에 의한)나중의 관측은 허블의 믿음이 정확했음과 S0형이 앨런 샌디지에 의한 허블순차의 위치에 정확히 포함됨을 보여주었다.
렌즈형은하와 나선은하를 아우르는 총칭은 보통 원반은하로 표현된다.
렌즈형은하의 예로는 M85, M86, NGC 1316, NGC 2787, NGC 5866, 센타우루스자리 A가 있다.

### 불규칙은하

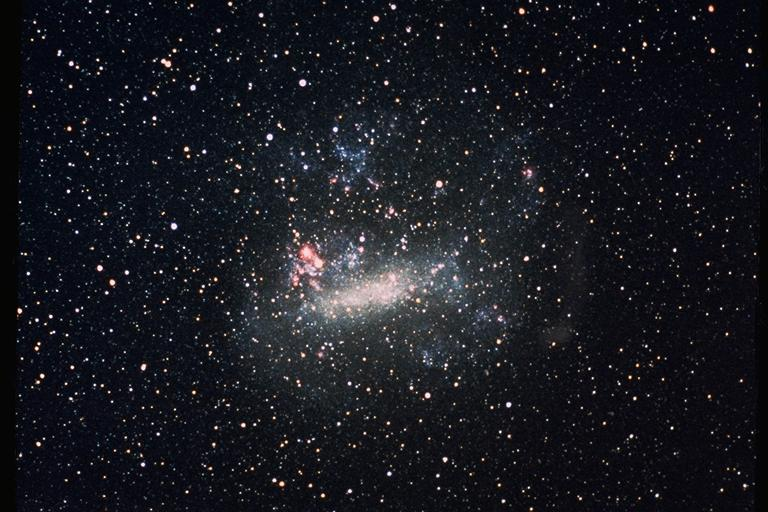
왜소불규칙은하 대마젤란은하(LMC)

규칙적인 구조(원반 또는 타원체)를 가지지 않아 허블순차에 맞지 않는 은하는 불규칙은하라고 불린다. 심볼은 Irr로 표현된다. 허블은 두가지 유형의 불규칙은하를 정의했다.
- Irr I - 비대칭적인 윤곽을 가지며 중심 팽대부 또는 뚜렷한 나선구조가 없는 은하이다. 이들은 그대신 어린 별들로 구성된 다수의 성단을 포함하고 있다.
- Irr II - 보다 매끄럽고 비대칭적인 외양을 가지며 별이나 성단이 뚜렷하게 분해되지 않는 은하이다.

드 보클레르는 확장된 허블순차에서 Irr I 은하를 허블이 Irr I형으로 분류한 우리은하의 두 위성은하인 마젤란은하의 이름을 따서, '마젤란형 불규칙은하'(magellanic irregular)라고 불렸다. 대마젤란은하에서의 희미한 나선구조의 발견으로, 드 보클레르는 나선구조에 대한 일부 증거를 보여주는 대마젤란은하와 같은 불규칙은하(Sm형)와 소마젤란은하와 같이 뚜렷한 구조가 없는 불규칙은하(Im형)로 세분화했다. 마젤란형 불규칙은하는 확장된 허블순차에서 보통 허블소리굽쇠의 나선가지 맨 끝부분에 위치한다.
불규칙은하의 예로는 M82, NGC 1427A, 대마젤란은하, 소마젤란은하가 있다.

## 물리적 의미
타원은하와 나선은하는 보통 "조기형"(early-type) 은하라고 불리고, 나선은하와 불규칙은하는 "만기형"(late-type) 은하라고 불린다. 이 용어는 허블순차가, 타원은하에서 시작하여 렌즈형은하를 통해 막대나선은하나 정상나선은하로 변화한다는 진화적 경로를 반영한다는 일반적이지만 잘못된 믿음의 원인이다. 사실, 허블은 처음부터 그런 해석의 여지를 내보이지는 않았다.

The nomenclature, it is emphasized, refers to position in the sequence, and temporal connotations are made at one's peril.  The entire classification is purely empirical and without prejudice to theories of evolution...
(이 용어는 순차에서의 위치를 나타내기 위해 강조했던 것으로, 시기적인 의미는 위험성을 초래한다. 분류는 모두 순수히 경험적이고 진화 이론에 대한 편견은 없다.)

진화 묘사(소리굽쇠도)는 나선은하의 원반이 다수의 어린 별들과 활동적인 별형성영역이 분포하는 곳으로 관측되는데 비해, 타원은하는 대부분 늙은 항성종족으로 구성되어 있다는 사실로부터 반증된다. 사실, 현재 증거는 그 반대를 시사한다. 초기 우주에는 나선은하와 불규칙은하가 수적으로 우세한 것으로 보인다. 현재 은하의 형성에 관해 호응을 받는 묘사에서는 오늘날의 타원은하가 처음의 두 은하 사이의 합병의 결과로 형성된다. 또한 렌즈형은하는 가스가 없어져 별의 형성을 지속할 연료가 고갈된, 진화한 나선은하이다.

## 단점
허블의 체계에 대한 공통적인 비판은, 은하를 분류에 배치할 기준이 주관적이어서 (경험이 많은 관찰자는 보통 허블의 분류를 하나만 사용한다는 것에 대해 동의하지 않지만)관찰자들이 동일한 은하를 서로 다른 유형에 배치할 수 있다는 점이다. 또한 서로 다른 분류 기준은 서로 어울리지 못한다. 예를 들어 더 두드러지는 팽대부는 더 느슨하게 감긴 나선팔과 항상 이어지지 않는다. 허블의 분류 체계에 대한 또다른 비판은, 분류를 2차원적 영상에서의 은하의 외양을 기준으로 하여, 실제 은하의 물리적 특징과 간접적으로만 관계되어 있다는 것이다. 특히, 그러한 문제는 방향효과(동일한 은하를 정면과 가장자리에서 보았을 때 매우 다르게 보인다.) 때문에, 외양 분류가 희미하거나 멀리 있는 은하에 대해 덜 신뢰적이기 때문에, 은하의 외양이 관측할 때의 빛의 파장에 따라 변화하기 때문에 발생한다. 그렇기는 해도, 허블순차는 외부은하천문학의 장에서 여전히 보편적으로 이용된다. 허블 유형은 광도, 색, (별과 가스의)질량, 별형성률과 같은 은하에 대한 적절하고 다양한 물리적 특징과 관계 있는 것으로 알려져 있다.

## 같이 보기
- 에드윈 허블
- 제라드 드 보클레르
- 은하 색등급도
- 은하의 형태분류